# Union populaire (Uruguay)
Pour les articles homonymes, voir Union populaire.
L'Union populaire (en espagnol, Unión Popular) était une coalition politique de la gauche uruguayenne formée pour les élections générales de 1962.

## Historique
L'Union populaire avait été fondée par un dissident du Parti national (blanco), Enrique Erro (tendance herreriste), qui avait démissionné de son poste de ministre du Travail du Conseil national du gouvernement en raison de son opposition à la politique économique poursuivie par ce dernier (en particulier les accords passés avec le FMI).
Le parti intégrait ainsi la liste électorale d'Enrique Erro, ainsi que le Parti socialiste et quelques indépendants. Mais aux élections générales de 1962 (es), l'Union populaire n'obtint que 2,31 % des voix, tandis que le Front de gauche de libération, mené par le Parti communiste, avait légèrement progressé, en obtenant 3,49 % des voix. De manière générale, la situation politique restait bloquée entre les deux partis traditionnels, le Parti blanco et le Parti colorado. L'Union populaire peut toutefois être considérée comme préparant le Frente Amplio de 1971.